# نوریگا
نوریگا: مورد علاقه خدا (به انگلیسی: Noriega: God's Favorite) یک فیلم زندگینامه‌ای محصول سال ۲۰۰۰ ساخته شده برای تلویزیون به کارگردانی راجر اسپاتیس‌وود با بازی باب هاسکینز در نقش مانوئل نوریگا است.
این فیلم داستان ظهور ژنرال مانوئل آنتونیو نوریگا از فقر مطلق به دیکتاتور نظامی پاناما را روایت می‌کند. این داستان درگیری او با کارتل‌های مواد مخدر و همچنین دولت ایالات متحده در جریان ایران را در ماجرای مک‌فارلین را نشان می‌دهد.